# Cattedrale di Dax
La cattedrale di Nostra Signora (in francese: Cathédrale Notre-Dame) è la cattedrale di Dax, in Francia, e chiesa madre della diocesi di Aire e Dax dal 1933. Dal 16 settembre 1946 è monumento storico di Francia.

## Storia
Alla fine dell'XI secolo, il vescovo decise di portare in città la cattedrale che si trovava all'esterno, edificandola in stile romanico nel luogo dove si trovava una piccola cappella. In un periodo di prosperità per la città, a cavallo del XIII secolo e XIV secolo la chiesa fu poi ricostruita in stile gotico. Crollata nel 1646, l'anno successivo fu progettata la nuova cattedrale in stile classico, ma la sua costruzione procedette a rilento tanto da essere consacrata solo nel 1755. Su progetto dell'architetto parigino Paul Gallois nel 1894 si aggiunsero, infine, la facciata e le due torri laterali.

## Esterno
L'edificio attuale, in stile classico, a croce latina, è lungo 72 metri e largo 39 al transetto. La facciata principale e il fianco sud appaiono massicci e austeri mentre il fianco nord, che s'affaccia su una piazzetta del centro storico di Dax, pur essendo piacevole alla vista, appare più rigido.

## Interno
L'interno, a tre navate, è molto luminoso per le grandi aperture che consentono alla luce di entrare copiosa. La navata centrale alta 18,80 metri è separata da quelle laterali da pilastri quadrangolari dorici, ionici e corinzi che sorreggono i balconi delle tribune e i doppi archi a tutto sesto ornati di motivi scolpiti. Tra questi, la raffigurazione di una conchiglia di Grande pettine (in francese Coquille Saint Jacques) mostra che la chiesa era una tappa importante del cammino di Santiago de Compostela. I fregi dei pilastri, ornati di teste d'angelo, continuano sopra le tribune con fregi di piante, fiori e scene dell'Antico e del Nuovo Testamento.
Nella navata centrale, si notano, in controfacciata, due tele classiche raffiguranti San Girolamo e Santa Maria Maddalena e il pulpito molto semplice (XIII secolo), supportato da un'aquila con ali leggermente piegate.
All'incrocio dei transetti, la cupola (1717-18) è coperta da un tetto piramidale. Alta 32,80 metri con fregio e cornice e sopra la cornice quattro statue degli evangelisti in nicchie, ha nel fondo un'Assunzione della vergine (fine XIX secolo) dipinta da un'artista bordolese.
L'altare maggiore, dedicato alla Vergine, in marmo colorato (1751) è dei fratelli Mazzetti, scultori avignonesi d'origine svizzera. Barocco, è incorniciato da due angeli in adorazione. Nel coro, i cui cancelli laterali (1868) sono in ferro battuto, si conservano 80 stalli lignei dell'antica cattedrale e 8 vetrate che rappresentano variamente la Madonna. 
Al transetto destro, è presente un altro altare barocco (1765) dei fratelli Mazzetti chiuso da una cancellata (1766) del fabbro di Bayonne, Jean Saubot. Dietro l'altare, una tela che rappresenta l'Assunzione della vergine (1765) e, sul lato destro, l'Adorazione dei pastori di Hans von Aachen della fine del XVI secolo e, su quello sinistro, Gesù e due discepoli di Gerrit van Honthorst, maestro olandese del XVII secolo, la più bella tela della chiesa ricca di grande intensità spirituale. Dietro 12 vetrate (1892-97) opera di Dagrant, maestro vetraio bordolese.
Al transetto sinistro sorprende il Portale degli Apostoli della cattedrale gotica che, alla fine del XIX secolo, fu smontato e rimontato all'interno della cattedrale. In stile gotico del nord della Francia, fu realizzato nella seconda metà del XIII secolo. All'altezza della porta, si possono vedere i dodici apostoli (alcuni chiaramente riconoscibili) rivolti alla figura di Cristo che, nel pilastro centrale, tiene nella mano sinistra il libro della Dottrina. Sul timpano, che raffigura il Giudizio universale, in basso, incorniciati dalla Madonna e da San Giovanni inginocchiati, si possono vedere due angeli che tengono uno la corona di spine e l'altro la croce, in mezzo due angeli inginocchiati che tengono nelle mani il sole e la luna, in alto due angeli inginocchiati. Tutti sono rivolti alla statua di Cristo al centro che, però, manca. Sotto, San Michele pesa le anime e sull'architrave a destra del Cristo, i giusti che volano in Paradiso e a sinistra i peccatori condotti all'Inferno dai diavoli. Nel primo arco dal timpano, gli angeli, nel secondo e nel terzo, donne che rappresentano le vergini sagge e le vergini folli, nei restanti santi e sante, vescovi o personaggi dell'antico testamento.
Altre vetrate sono presenti nella collaterale destra (4), nel deambulatorio (8), nella collaterale sinistra (4), 1 nella cappella delle Fonti battesimale e 1 nella cappella della collaterale. Le ultime 6 sono opera (1899) di Felix Gaudin, maestro vetraio di Parigi.
Nel deambulatorio, una tela raffigura San Vincenzo de' Paoli che, nato a Pouy, aveva studiato a Dax.
Ancora da segnalare nell'altare del Sacro-Cuore, una tela che raffigura la Discesa dalla croce.
L'organo, composto da due corpi, costruito da Jean-Baptiste Micot (1785) e poi ricostruito da M. Chauvin (1987), è inserito in una splendida struttura rococò (1786) restaurata in quercia con sculture in tiglio, attribuita a Caular, ebanista locale.

## Galleria d'immagini

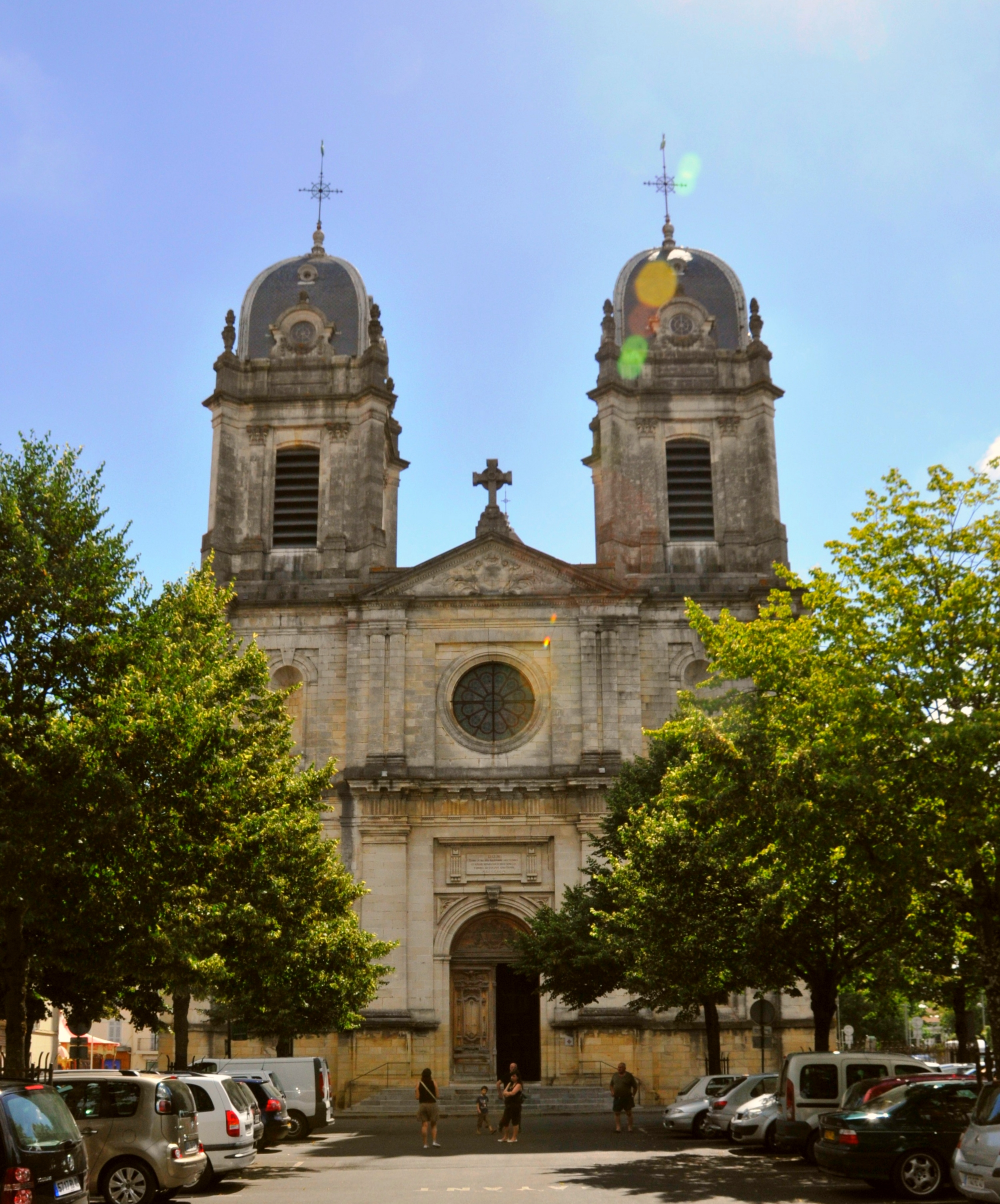
Facciata ovest
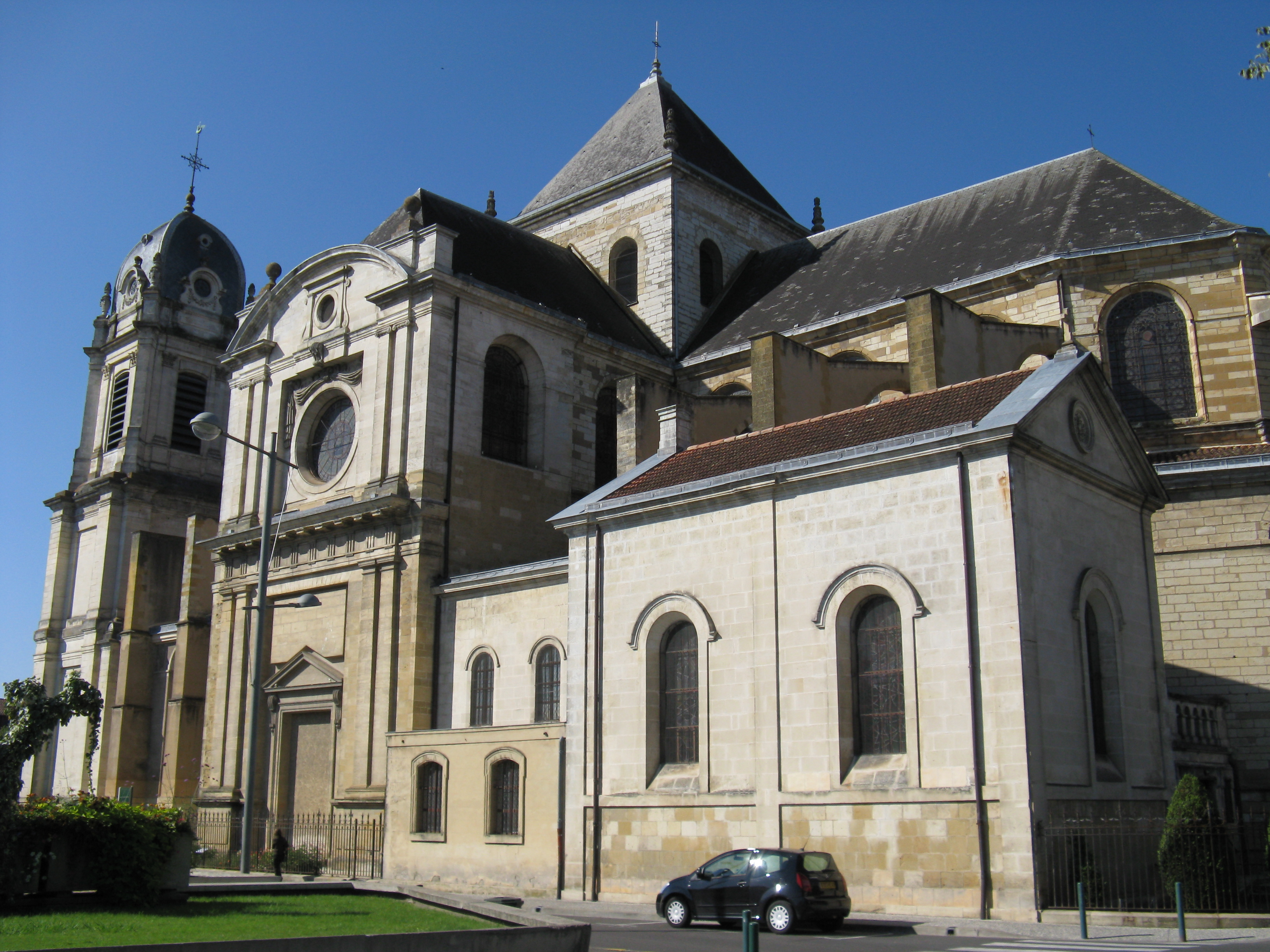
La cattedrale
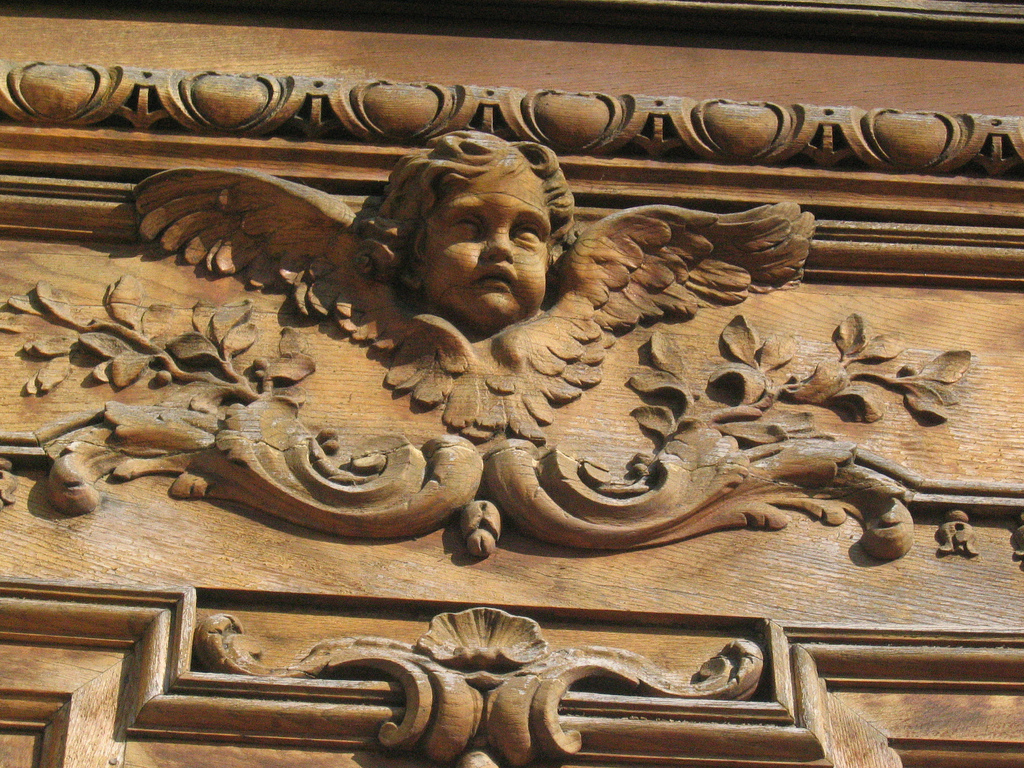
Dettaglio del portale
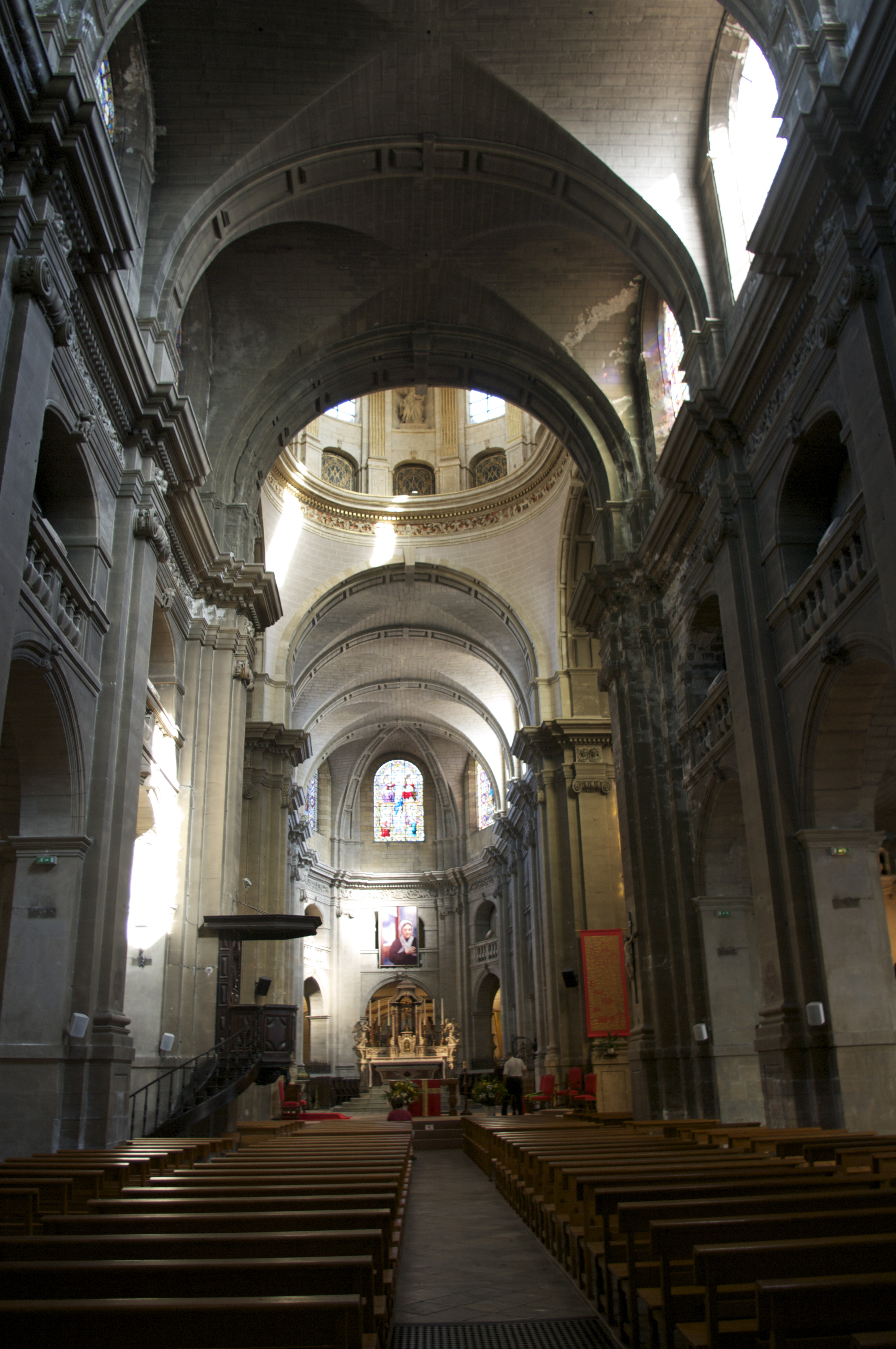
L'interno
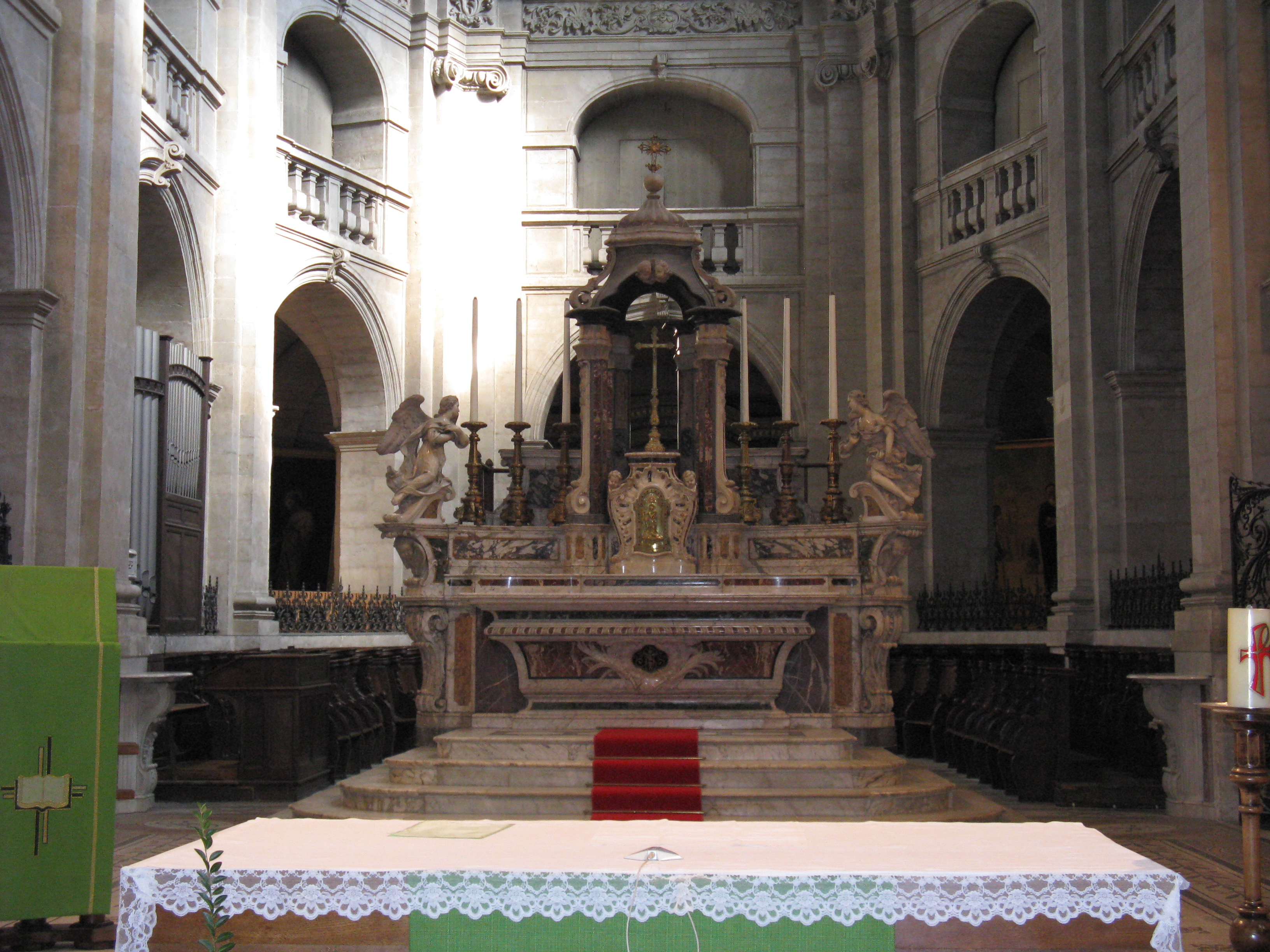
L'altare
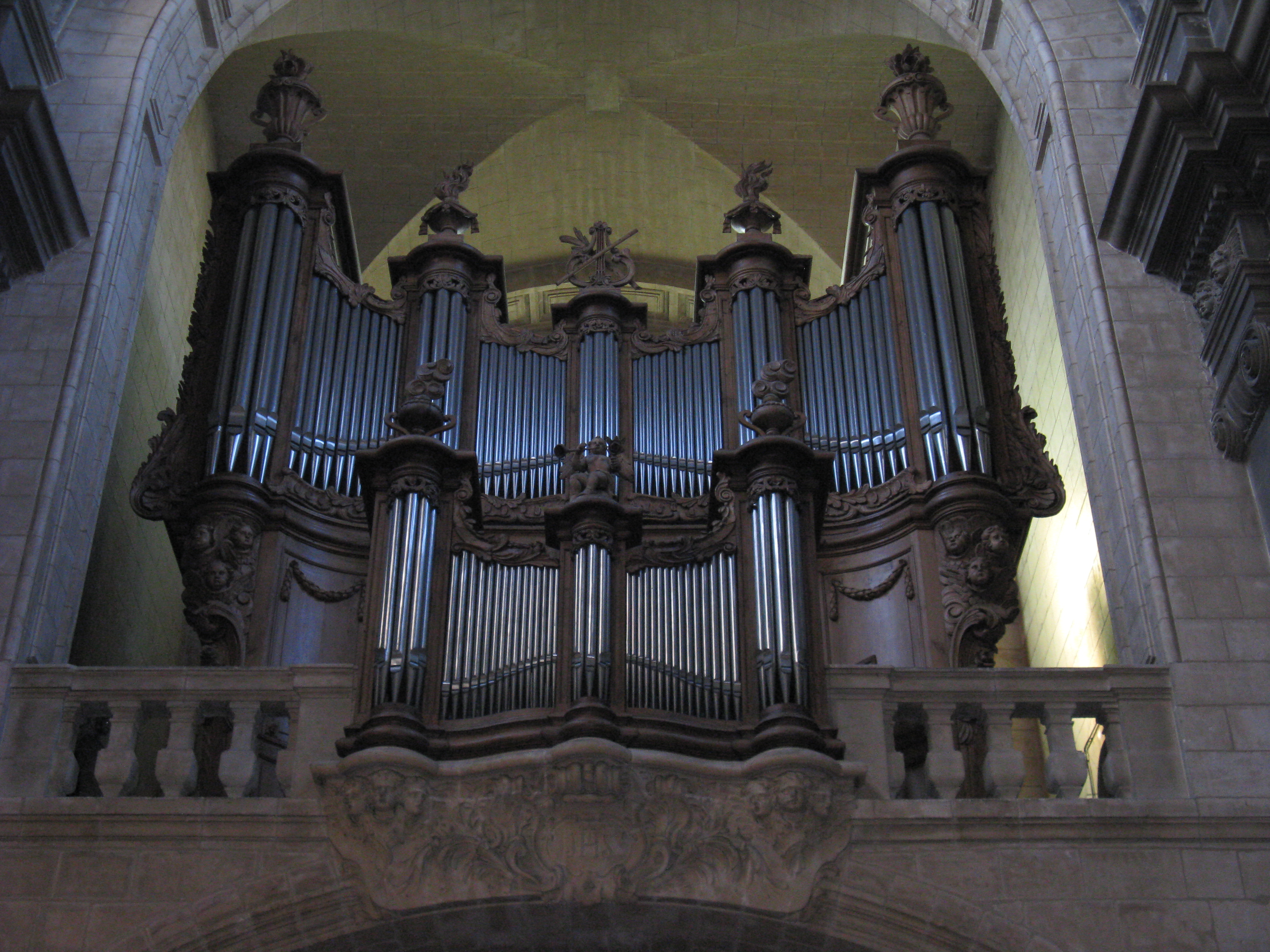
L'organo
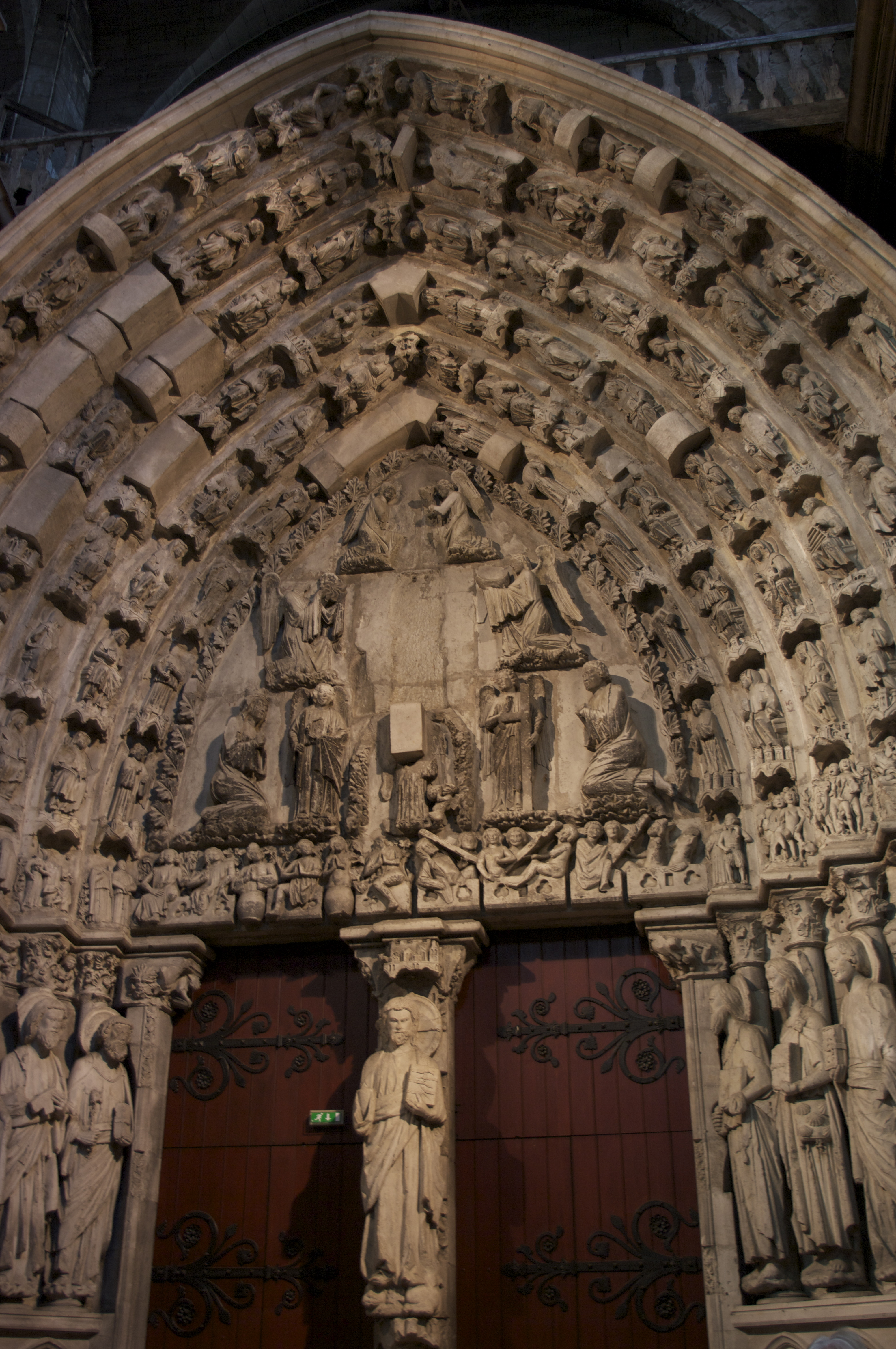
Portale degli Apostoli
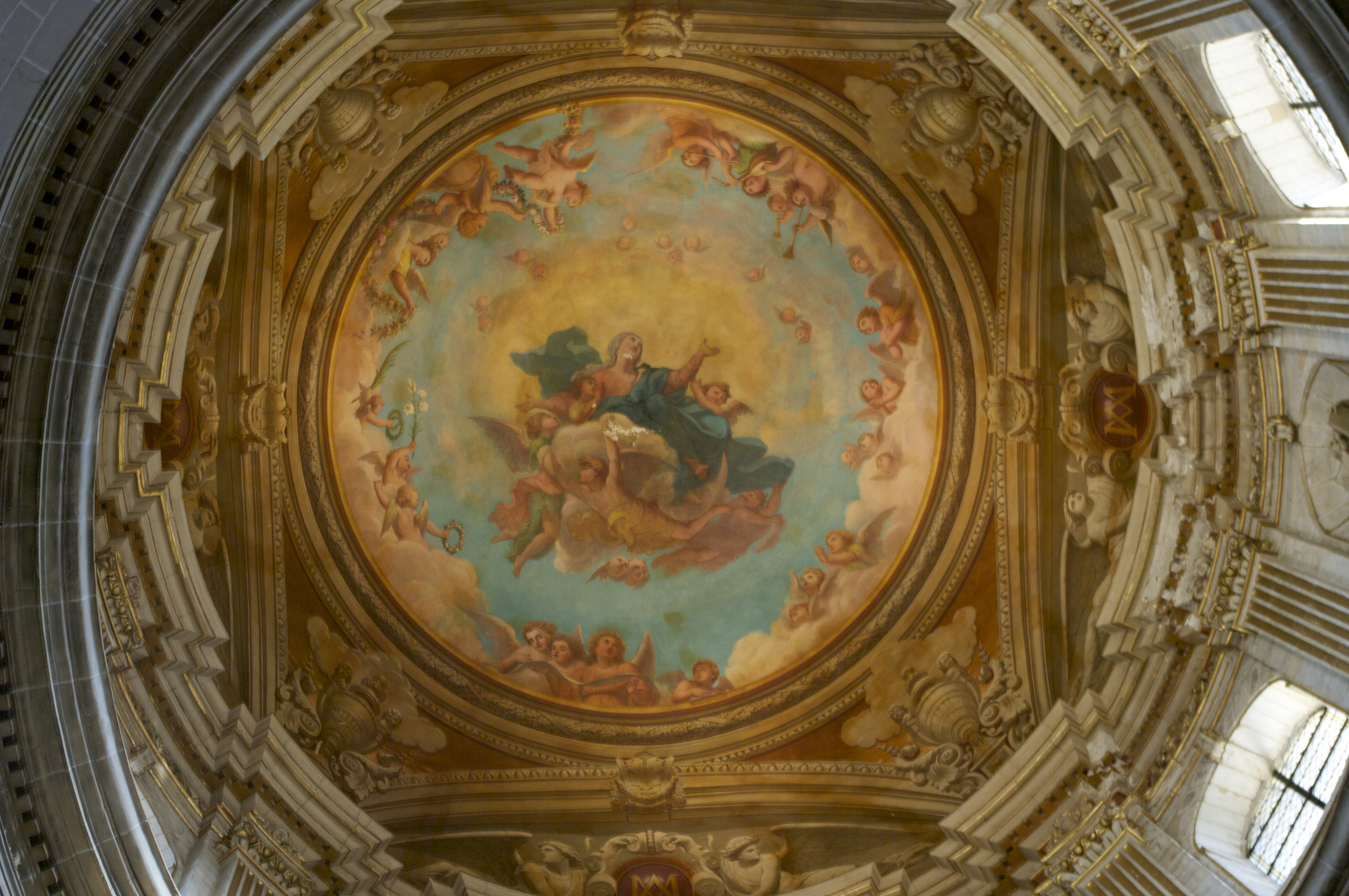
Cupola